# Lissotesta granum
Lissotesta granum is een slakkensoort uit de familie van de Skeneidae. De wetenschappelijke naam van de soort is voor het eerst geldig gepubliceerd in 1906 door Murdoch & Suter.